# برارة (الرجم)

تعديل مصدري - تعديل

برارة هي إحدى قرى عزلة الجرادي بمديرية الرجم التابعة لمحافظة المحويت، بلغ تعداد سكانها 76 نسمة حسب تعداد اليمن لعام 2004.